# Challengerella
Challengerella, en ocasiones erróneamente denominado Changerella, es un género de foraminífero bentónico de la subfamilia Ammoniinae, de la familia Rotaliidae, de la superfamilia Rotalioidea, del suborden Rotaliina y del orden Rotaliida. Su especie tipo es Challengerella bradyi. Su rango cronoestratigráfico abarca el Holoceno.

## Clasificación
Challengerella incluye a las siguientes especies:
- Challengerella bradyi
- Challengerella persica